# François-Alexandre Abeets
François-Alexandre Abeets, né le 21 septembre 1727 à Bruxelles et mort le 12 avril 1767, est un sculpteur belge.

## Biographie
François-Alexandre Abeets est né le 21 septembre 1727 à Bruxelles. Il est le fils de Jean-Baptiste Abeets et de Marguerite van den Briessche.
D'après le biographe Kramm, cet artiste d'origine flamande s'établit à Bruxelles dans la seconde moitié du XVIIIe siècle. François-Alexandre Abeets est admis à la corporation des 4 couronnés à Bruxelles, le 13 mai 1761. 
Kramm ne cite de lui qu'une seule œuvre, consistant en un pupitre sculpté de l'église de Notre-Dame-de-la-Chapelle à Bruxelles, exécuté en 1762,. Le musée de Bruxelles possède de lui un médaillon en terre cuite de l'empereur Joseph II, à l'âge de 19 ans, œuvre exécutée en 1764. Ses initiales sont relevées sur une sorte de socle en terre cuite, orné de bas-reliefs, qui se trouve dans les réserves des Musées royaux du Cinquantenaire. Il a participé au décor de l'escalier du musée des beaux-arts de Bruxelles (sculptures et panneaux décoratifs).
François-Alexandre Abeets meurt le 12 avril 1767.